# Riom
Riom /ʀjɔ̃/ è un comune francese di 18 512 abitanti situato nel dipartimento del Puy-de-Dôme nella regione dell'Alvernia-Rodano-Alpi, di cui fu anche capitale.

I suoi abitanti si chiamano Riomois.

## Società

### Evoluzione demografica
Abitanti censiti

## Punti d'interesse
La città possiede una basilica romanico-gotica (St-Amable) e una chiesa tardo-gotica, Notre-Dame-de-Marthuret (XV-XVI secolo).

## Amministrazione

### Gemellaggi
- Nördlingen
- Viana do Castelo
- Algemesí
- Żywiec
- West Sussex